# Jezioro Florczackie
Jezioro Florczackie (niem. Eckersdorfer See) – jezioro w Polsce, położone województwie warmińsko-mazurskim, w powiecie ostródzkim, w gminie Łukta, na zachód od wsi Florczaki.

## Dane morfometryczne
Powierzchnia zwierciadła wody według różnych źródeł wynosi od 10,5 ha do 13,5 ha.
Zwierciadło wody położone jest na wysokości 100,4 m n.p.m. Średnia głębokość jeziora wynosi 0,7 m, natomiast głębokość maksymalna 1,0 m.
W oparciu o badania przeprowadzone w 1990 roku wody jeziora zaliczono do wód pozaklasowych.